# Strada statale 140 del Lago Albano
La strada statale 140 del Lago Albano o strada statale 140 del Lago Olimpico (SS 140) parte dalla strada statale 7 Via Appia in località Due Santi, nel comune di Marino, e raggiunge Castel Gandolfo ricalcando il tracciato dell'Olmata del Papa, ovvero della via che percorre il pontefice venendo da Roma alla tenuta di Castel Gandolfo.
La strada statale 140 dir del Lago Albano (SS 140 dir) invece parte dalla SS 140 e sottopassa con una grande galleria il monte Cucco e sbuca sul lungolago del lago Albano.

## Storia
La strada statale 140 venne istituita nel 1949 con il seguente percorso: "Dalla n. 7 presso la località Olmata, all'abitato di Castel Gandolfo."